# عمر رشراش
عمر محمد رشراش (أبو خالد؛ 1946-2021) هو شاعر وصحفي فلسطيني، ولد في قرية لوبيا في منطقة الجليل الفلسطيني، هُجر مع عائلته بسبب نكبة عام 1948وعاش في مخيم اليرموك بدمشق حيث أنهى دراسته الثانوية هناك. كان عضواً في هيئة التوجيه السياسي لجبهة التحرير الفلسطينية، وعضواً في الإتحاد العام للكتاب والصحفيين الفلسطينيين.
توفي في 24 يناير 2021 في دولة الإمارات، وله مجموعة من الكتابات الشعرية.

## حياته التعليمية
حصل عمر رشراش على بكالوريوس الفلسفة من جامعة دمشق. وانتقل بعدها إلى الجزائر حيث عمل معلمًا للغة العربية في مدارسها، وفي عام 1978 انتقل إلى بغداد وبدء العمل بالصحافة حتى منتصف الثمانينات لينضم حينها لصفوف جبهة التحرير الفلسطينية ليعمل مديراً للمكتب الصحفي للأمين العام محمد عباس "أبو العباس". انتقل بعدها إلى تونس مع منظمة التحرير وعاد إلى بغداد ثانية وشارك في التصدي للغزو والإحتلال الأميركي للعراق وبقي فيها حتى عام 2006. وفي عام 2012 غادر إلى لبنان.
نعته جبهة التحرير الفلسطينية ووزارة الثقافة الفلسطينية وجاء في بيانها: "إن الراحل يعتبر من أهم الأعلام الفلسطينية الذين حاربوا بالقلم والبندقية، ومن حراس الحلم والناطقين باسم الفقراء والأحرار، عاش مغترباً عن وطنه لكنه لم ينساه في قصائده ونضاله".